# Woody (Kalifornia)
Woody statisztikai település az USA Kalifornia államában, Kern megyében. Lakosainak száma 108 fő (2020. április 1.).

## Népesség
A település népességének változása:

| 2020 | 108 |